# Kalimba de Luna
Kalimba de Luna är en låt från 1984 framförd av den italienska musikern Tony Esposito.
Samma år tog den tyska gruppen Boney M fram en coverversion av samma låten. Denna blev en stor hit över hela Europa.